# Olympische Sommerspiele 1932/Leichtathletik – Dreisprung (Männer)

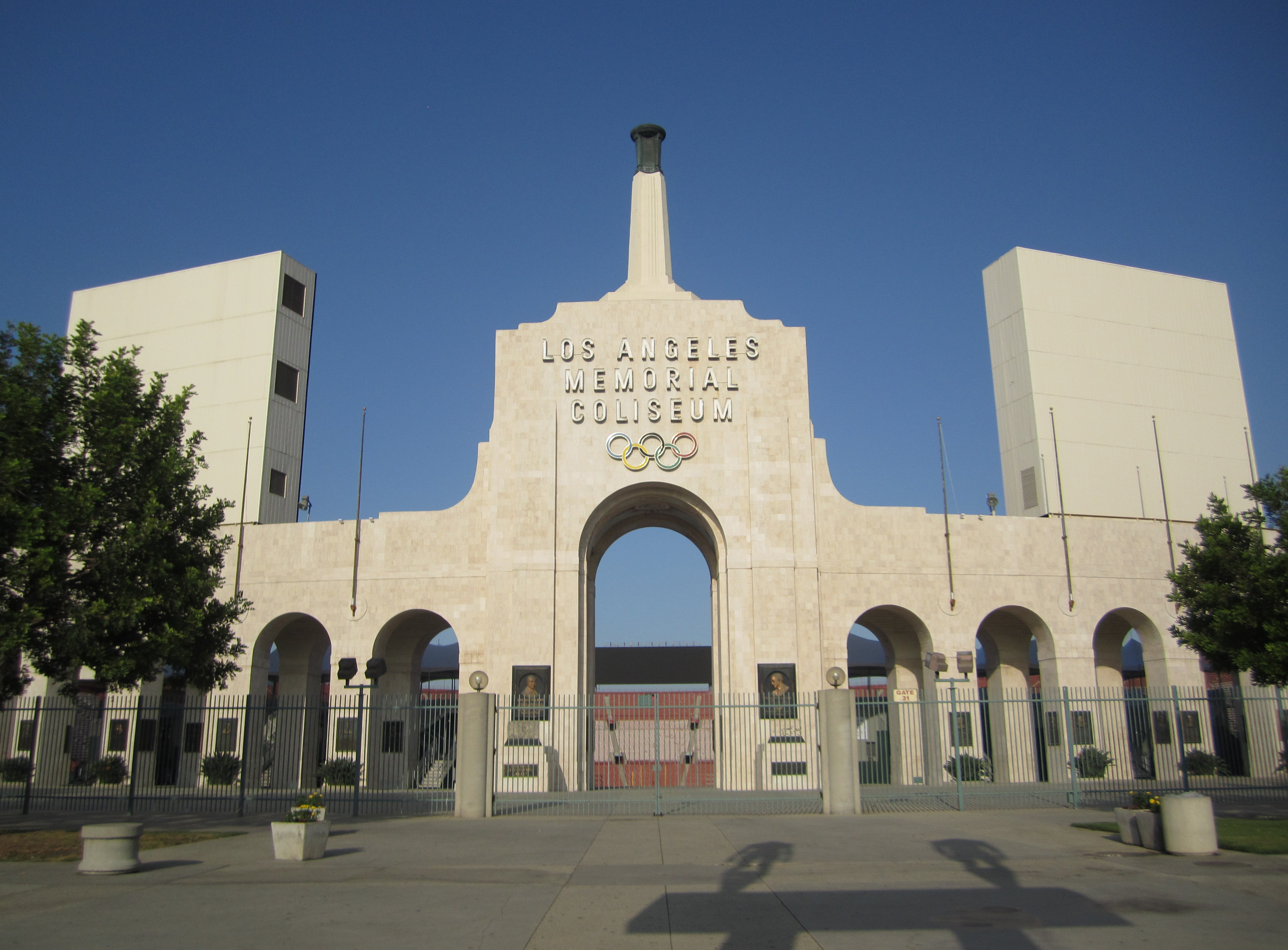
Eingang zum Los Angeles Memorial Coliseum

Der Dreisprung der Männer bei den Olympischen Spielen 1932 in Los Angeles wurde am 4. August 1932 im Los Angeles Memorial Coliseum ausgetragen. 16 Athleten nahmen teil.
Olympiasieger wurde der Japaner Nambu Chūhei mit einer neuen Weltrekordweite. Die Silbermedaille ging an den Schweden Eric Svensson, Bronze gewann der Japaner Ōshima Kenkichi.

## Rekorde

### Bestehende Rekorde
| Weltrekord         | 15,58 m | Oda Mikio ( Japan)        | Tokio, Japan                | 27. Oktober 1931 |
| Olympischer Rekord | 15,52 m | Nick Winter ( Australien) | Finale OS Paris, Frankreich | 12. Juli 1924    |

### Rekordverbesserung
Mit seinem vorletzten Sprung im Finale am 4. August verbesserte der japanische Olympiasieger Nambu Chūhei den bestehenden olympischen Rekord um zwanzig Zentimeter auf 15,72 m und stellte damit gleichzeitig einen neuen Weltrekord auf.

## Durchführung des Wettbewerbs
Alle Athleten gingen am 4. August gemeinsam in eine Qualifikationsrunde mit je drei Versuchen. Die besten drei Springer – hellblau unterlegt – hatten im Finale drei weitere Versuche. Dabei ging das Resultat der Qualifikation mit in das Endresultat ein.

## Legende
x: ungültig

## Qualifikation
Datum: 4. August 1932

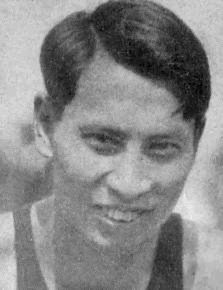
Der Olympiasieger von 1928 und Weltrekordhalter Oda Mikio kam verletzungsbedingt nur auf Platz zwölf

Nur die Versuchsserien der ersten vier Springer sind bekannt, von den übrigen Springern sind nur die Endresultate überliefert.
| Platz | Name                  | Nation             | 1. Versuch                   | 2. Versuch                   | 3. Versuch                   | Resultat | Anmerkung |
| ----- | --------------------- | ------------------ | ---------------------------- | ---------------------------- | ---------------------------- | -------- | --------- |
| 1     | Eric Svensson         | Schweden           | 14,21 m                      | 15,32 m                      | x                            | 15,32 m  |           |
| 2     | Nambu Chūhei          | Japan              | 15,07 m                      | 14,67 m                      | 15,22 m                      | 15,22 m  |           |
| 3     | Ōshima Kenkichi       | Japan              | x                            | x                            | 15,05 m                      | 15,05 m  |           |
| 4     | Eamonn Fitzgerald     | Irischer Freistaat | 14,98 m                      | 15,01 m                      | x                            | 15,01 m  |           |
| 5     | Willem Peters         | Niederlande        | Versuchsserien nicht bekannt | Versuchsserien nicht bekannt | Versuchsserien nicht bekannt | 14,93 m  |           |
| 6     | Sol Furth             | USA                | Versuchsserien nicht bekannt | Versuchsserien nicht bekannt | Versuchsserien nicht bekannt | 14,88 m  |           |
| 7     | Sidney Bowman         | USA                | Versuchsserien nicht bekannt | Versuchsserien nicht bekannt | Versuchsserien nicht bekannt | 14,87 m  |           |
| 8     | Rolland Romero        | USA                | Versuchsserien nicht bekannt | Versuchsserien nicht bekannt | Versuchsserien nicht bekannt | 14,85 m  |           |
| 9     | Péter Bácsalmási      | Ungarn             | Versuchsserien nicht bekannt | Versuchsserien nicht bekannt | Versuchsserien nicht bekannt | 14,33 m  |           |
| 10    | Francesco Tabai       | Königreich Italien | Versuchsserien nicht bekannt | Versuchsserien nicht bekannt | Versuchsserien nicht bekannt | 14,29 m  |           |
| 11    | Onni Rajasaari        | Finnland           | Versuchsserien nicht bekannt | Versuchsserien nicht bekannt | Versuchsserien nicht bekannt | 14,20 m  |           |
| 12    | Oda Mikio             | Japan              | Versuchsserien nicht bekannt | Versuchsserien nicht bekannt | Versuchsserien nicht bekannt | 13,97 m  |           |
| 13    | Nikolaos Papanikolaou | Griechenland       | Versuchsserien nicht bekannt | Versuchsserien nicht bekannt | Versuchsserien nicht bekannt | 13,92 m  |           |
| 14    | Mehar Chand Dhawan    | Britisch-Indien    | Versuchsserien nicht bekannt | Versuchsserien nicht bekannt | Versuchsserien nicht bekannt | 13,66 m  |           |
| 15    | Salvador Alanís       | Mexiko             | Versuchsserien nicht bekannt | Versuchsserien nicht bekannt | Versuchsserien nicht bekannt | 13,28 m  |           |
| NM    | Jack Portland         | Kanada             | x                            | x                            | x                            | ogV      |           |

## Finale und Resultat der besten Acht
Datum: 4. August 1932
|       |                   |                    |                     | Finale          |                 |                 |             |           |
| Platz | Name              | Nation             | Qualifikationsweite | 1. Versuch      | 2. Versuch      | 3. Versuch      | Endresultat | Anmerkung |
| 1     | Nambu Chūhei      | Japan              | 15,22 m             | 14,89 m         | 15,72 m         | 14,85 m         | 15,72 m     | WR        |
| 2     | Eric Svensson     | Schweden           | 15,32 m             | 14,70 m         | 14,77 m         | x               | 15,32 m     |           |
| 3     | Ōshima Kenkichi   | Japan              | 15,05 m             | x               | 14,85 m         | 15,12 m         | 15,12 m     |           |
| 4     | Eamonn Fitzgerald | Irischer Freistaat | 15,01 m             | nicht im Finale | nicht im Finale | nicht im Finale | 15,01 m     |           |
| 5     | Willem Peters     | Niederlande        | 14,93 m             | nicht im Finale | nicht im Finale | nicht im Finale | 14,93 m     |           |
| 6     | Sol Furth         | USA                | 14,88 m             | nicht im Finale | nicht im Finale | nicht im Finale | 14,88 m     |           |
| 7     | Sidney Bowman     | USA                | 14,87 m             | nicht im Finale | nicht im Finale | nicht im Finale | 14,87 m     |           |
| 8     | Rolland Romero    | USA                | 14,85 m             | nicht im Finale | nicht im Finale | nicht im Finale | 14,85 m     |           |

Im Dreisprung konnte Nambu Chūhei, den seine schwache Weitsprungleistung doch ziemlich gewurmt hatte, alles wieder gutmachen. Als eigentlicher Favorit galt sein Landsmann Oda Mikio, der Weltrekordler und Olympiasieger von 1928. Aber Oda blieb wegen einer Verletzung weit unter seinen Möglichkeiten, er belegte am Ende Rang zwölf. Nambu stellte mit 15,72 m einen neuen Weltrekord auf und wurde damit Olympiasieger. Vierzig Zentimeter dahinter errang der Schwede Eric Svensson Silber und mit Kenkichi Ōshima kam ein weiterer Japaner mit 15,12 m auf den dritten Platz.

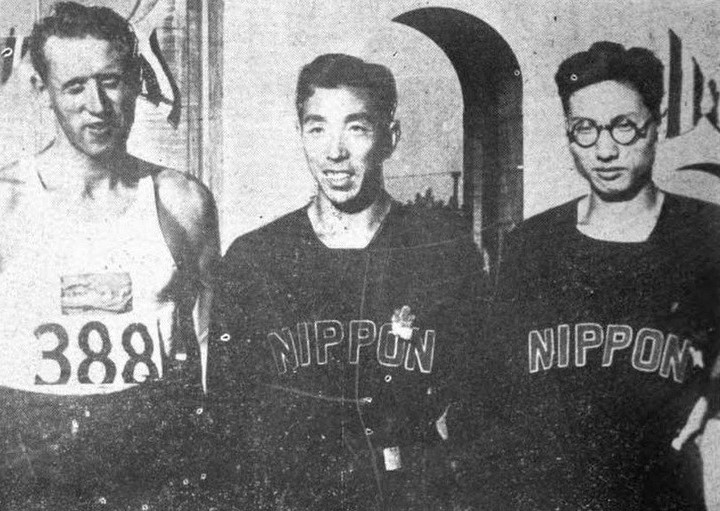
Die Medaillengewinner im Dreisprung (v. l. n. r.): Eric Svensson, Chūhei Nambu, Kenkichi Ōshima
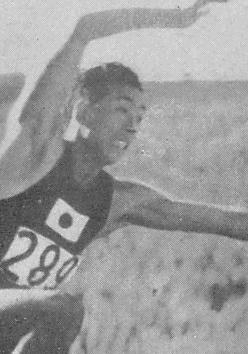
Olympiasieger Nambu Chūhei
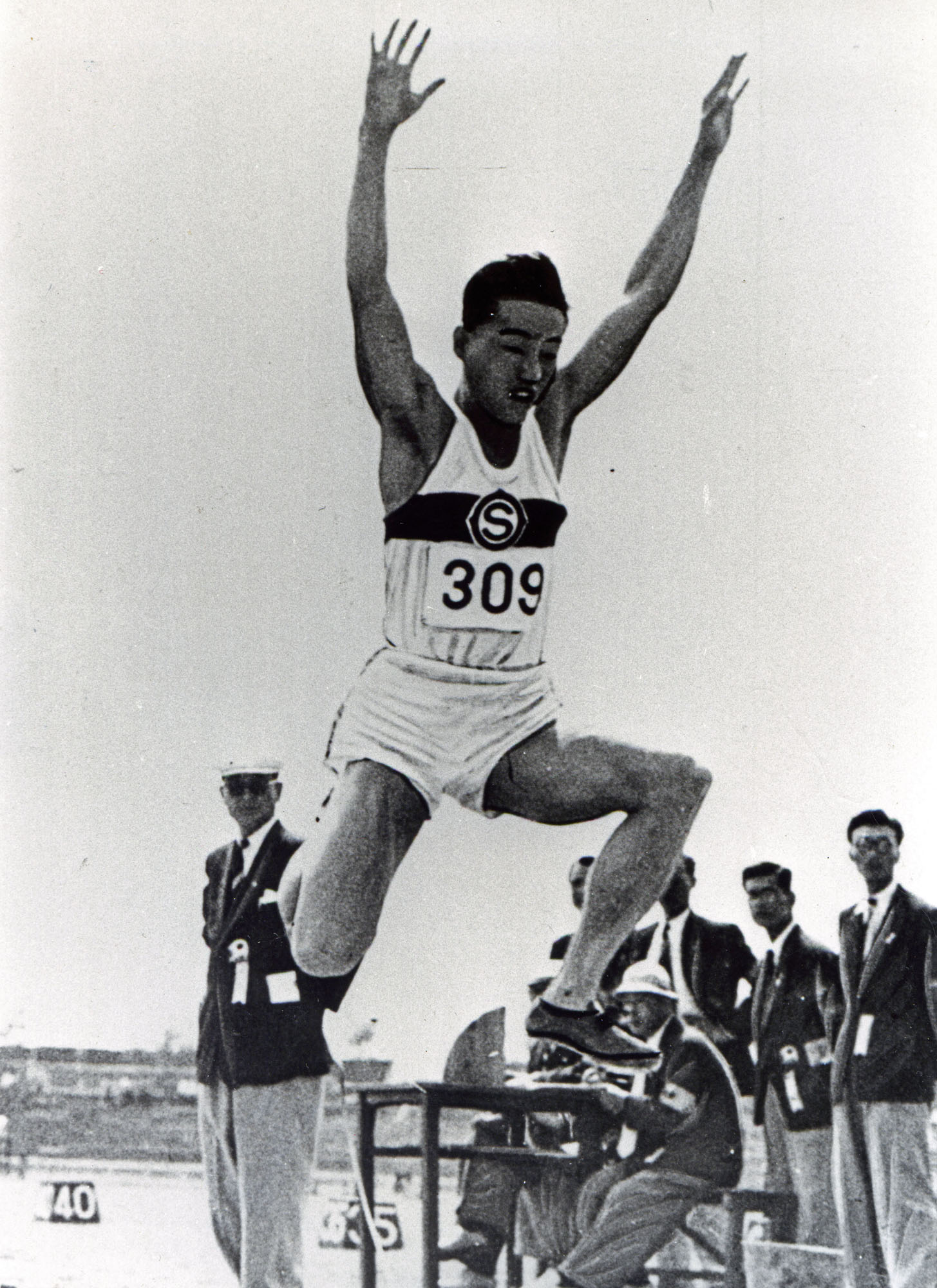
Ōshima Kenkichi sprang zur Bronzemedaille